# تیم ملی فوتبال زیر ۲۱ سال اسرائیل
تیم ملی فوتبال زیر ۲۱ سال اسرائیل (عبری: הנבחרת הצעירה של ישראל בכדורגל‎) یا تیم ملی فوتبال جوانان اسرائیل، نماینده کشور اسرائیل در مسابقات فوتبال جوانان اروپا و جهان است که زیر نظر اتحادیه فوتبال اسرائیل فعالیت می‌کند. 